# 8379 Straczynski

Orbital Vị trí của 8379 Straczynski ngày 14 tháng 12 năm 2009

8379 Straczynski (tên chỉ định 1992 SW10) là một tiểu hành tinh được phát hiện ngày 27 tháng 9 năm 1992 ở Đài thiên văn quốc gia Kitt Peak bởi dự án Spacewatch. Nó được đặt theo tên nhà văn khoa học viễn tưởng J. Michael Straczynski, người sáng lập chương trình truyền hình Babylon 5.